# República Árabe Unida nos Jogos Olímpicos de Verão de 1968
O Egito, como a República Árabe Unida, participou dos Jogos Olímpicos de Verão de 1968 na Cidade do México, México.

## Resultados por Evento

### Polo aquático

#### Competição Masculina
- Fase Preliminar (Grupo B)
  - Perdeu para a Iugoslávia (2:13)
  - Perdeu para a Itália (1:10)
  - Perdeu para a Grécia (6:7)
  - Perdeu para o Japão (4:7)
  - Perdeu para a Holanda(3:6)
  - Perdeu para a Alemanha Oriental (2:19)
  - Empatou com o México (3:3)
- Partidas de Classificação
  - 13º/15º lugar: Perdeu para o Brasil (3:5) → 15º lugar
- Team Roster
  - Adel El-Moalem
  - Alaa El-Shafei
  - Ashraf Gamil
  - Galal Touny
  - Haroun Touny
  - Hossam El-Baroudi
  - Khaled El-Kashef
  - Mohamed El-Bassiouni
  - Mohamed Soliman
  - Salah Shalaby
  - Sameh Soliman